# Đức Mẹ Vladimir

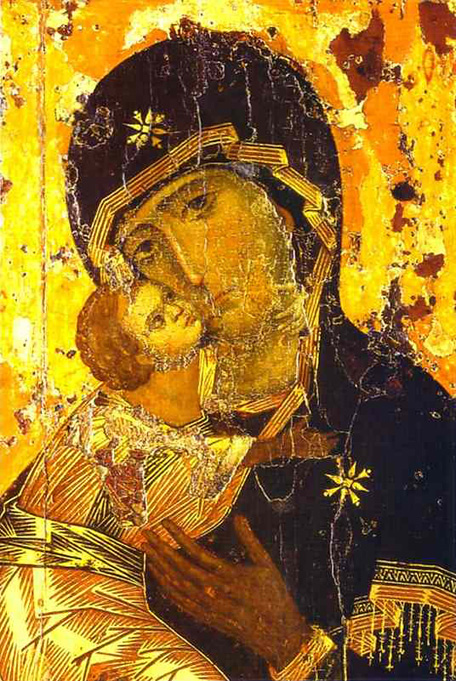
Theotokos của Vladimir, sơn màu trên vải, 104 x 69 cm, được vẽ vào khoảng năm 1130 ởConstantinople

Theotokos của Vladimir (tiếng Hy Lạp: Θεοτόκος του Βλαντιμίρ), còn được gọi là Đức Mẹ Vladimir, Vladimir Mẹ Thiên Chúa, hoặc Thánh Mẫu Vladimir (tiếng Nga: Владимирская Икона Божией Матери), là một biểu tượng Byzantine thời trung cổ thể hiện hình ảnh Đức Trinh Nữ và con trẻ Giêsu đã. Nó là một trong những biểu tượng được tôn kính nhất trong giáo hội chính thống và là một ví dụ minh họa tốt cho loại hình tượng Eleusa (thể hiện Đức Maria trong dáng vẻ một người phụ nữ hiền dịu và con trẻ Giêsu rúc lên má của mẹ mình). Theotokos (tiếng Hy Lạp có nghĩa là "Đấng sinh ban Thiên Chúa") được coi là thánh bảo vệ của nước Nga. Biểu tượng này hiện nay được lưu giữ ở Trung tâm nghệ thuật Tretyakov, Moskva. Lễ kính Đức Mẹ Vladimir là vào ngày 3 tháng 6. Bản sao của hình ảnh gốc này đã được sao chép nhiều lần trong nhiều thế kỷ. Thậm chí có một số bản sao còn có số lượng lớn hơn cả bản gốc và một số bản sao có ý nghĩa nghệ thuật và tôn giáo riêng của nó.
Nhà sử học nghệ thuật David Talbot Rice "thừa nhận đây là một trong những bức tranh tôn giáo nổi bật nhất của thế giới". Nhiều người Nga xem "Đức Mẹ Vladimir" như là "Mẹ của mình".
Biểu tượng này có nguồn gốc Hy Lạp. Đa số cho rằng vào năm 1131, nó được đưa đến Ukraina, như một món quà mà Thượng Phụ Hy Lạp Luke Chrysoberges của Constantinople gởi tặng đại công tước Yury Dolgoruky của Kiev. Sau thời gian lưu giữ tại Tu viện Mezhyhirskyi, Kiev, năm 1155, tác phẩm được chuyển về Vladimir. Theo truyền thuyết, ban đầu, con trai đại công tước Yury Dolgoruk là Andrey Bogolyubskiy không có ý định đưa tác phẩm đến Vladimir, nhưng trên đường vận chuyển, khi đến Vladimir, con ngựa của ông đã kiên quyết không chịu đi nữa. Người ta cho rằng điều này như một dấu hiệu cho thấy "Thánh tượng" muốn ở Vladimir. Andrey Bogolyubskiy cũng tin như vậy. Ông dừng lại, và xây dựng ở đây một ngôi nhà thờ lớn dành riêng cho "Thánh tượng". Bắt đầu từ đó, tác phẩm có tên "Đức Mẹ Đồng Trinh Vladimir".
Năm 1395, trước cuộc tàn phá của quân Mông Cổ xâm lược, tác phẩm đã được chuyển đến Moskva. Một điều trung hợp là lúc "Ảnh thánh" được chuyển đến Moskva, cũng là lúc quân Mông Cổ rút lui ra khỏi đây. Điều này, đã khiến cho người dân Nga tin tưởng mãnh liệt hơn vào quyền uy linh thiêng của "Thánh tượng". Trong một khoảng thời gian ngắn, tác phẩm đã được sao chép với rất nhiều bản sao khác nhau và được thờ kính ở khắp nơi trên đất nước Nga.
Nhiều tác giả cho rằng cả về nội dung lẫn hình thức thể hiện, nó gần với truyền thống icon Nga hơn là truyền thống icon Byzantium. Tác phẩm "Đức Mẹ Vladimir" tuy vẫn là sự cách điệu hoá với ngôn ngữ biểu trưng của "Thánh tượng", nhưng nổi bật ở đây là tình cảm mẹ con. Đức Mẹ Đồng Trinh đang biểu lộ sự đau thương, sầu muộn trước viễn cảnh Khổ Nạn của con mình. Còn Chúa Hài Đồng, thì như mọi em bé khác, hồn nhiên áp má âu yếm mẹ mình.